# Kazuhiko Nishi
 (septembre 2020).
Si vous disposez d'ouvrages ou d'articles de référence ou si vous connaissez des sites web de qualité traitant du thème abordé ici, merci de compléter l'article en donnant les références utiles à sa vérifiabilité et en les liant à la section « Notes et références ».
Kazuhiko Nishi, né en 1956 au Japon, est connu pour être le père des micro-ordinateurs MSX apparus dans les années 1980.

## Biographie
Kazuhiko Nishi a travaillé chez Microsoft en qualité de vice-président chargé de l'Extrême-Orient de 1979 à 1986 et chez ASCII Corporation, société qu'il a fondée où il travaille toujours aujourd'hui comme président.
Ces deux sociétés sont à l'origine du standard MSX, norme définissant l'interopérabilité des ordinateurs. Microsoft ayant développé toute la partie système d'exploitation (BIOS, BASIC et DOS).
Kazuhiko Nishi siège au sein de nombreux comités au nom du ministère des Postes et des Télécommunications et du ministère du Commerce international et de l'Industrie.
Il est aussi président de l'Association MSX, une organisation privée rassemblant des personnes aimant la norme MSX.